# Lago Island
Il lago Island è un lago del Canada, situato nella provincia di Manitoba, nella zona est della provincia vicino al confine con l'Ontario.